# Esther Katona
Esther Theresia Katona (* 11. April 1982 in Freiburg im Breisgau) ist eine ehemalige deutsche Basketballspielerin.

## Laufbahn
Katona spielte ab 1992 beim TV Gundelfingen, 1998 ging die von Trainer Harald Janson geförderte Aufbauspielerin zum USC Freiburg. Sie wurde in den Altersbereichen U18 sowie die U20 in die Auswahlen des Deutschen Basketball Bundes berufen. Die 1,68 Meter messende Katona stieg beim USC zur Spielführerin auf. Ihr erstes A-Länderspiel bestritt sie im Jahr 2000. Im 2002 erreichte sie mit Freiburg das deutsche Pokalendspiel, musste sich dort jedoch geschlagen geben. 2001 zog sich Katona einen Kreuzbandriss zu. Im September 2005 nahm sie an der Europameisterschaft in der Türkei teil. Insgesamt bestritt sie 22 A-Länderspiele für Deutschland. 2006 wechselte sie von Freiburg zum Zweitligisten TSV Viernheim. Nach dem Abschluss ihres Hochschulstudiums im Fach Psychologie im Jahr 2008 zog sie nach Lübeck.